# سرهویه
سرهویه، روستایی از توابع بخش کلاترزان شهرستان سنندج در استان کردستان ایران است.

## جمعیت
این روستا در دهستان ژاورود غربی قرار دارد و براساس سرشماری مرکز آمار ایران در سال ۱۳۸۵، جمعیت آن ۱۶۰۰ نفر (۵۶۰خانوار) بوده‌است.
شغل اصلی اهالی روستا کشاورزی میباشد.محصول اصلی توت فرنگی وگردومیباشد.بزرگترین چشمه که آب روستا رانیزتامین میکنددرزبان محلی به (هانه چیا)به معنی آب خنک معروف است.
از جاذبه های گردشگری میتوان به (درو ویم)دره ویم (درو دگا)دره روستا اشاره کرد
روستای سرهویه در چند سال اخیر نسبت به روستاهای اطراف خود چه از نظر جمعیت چه از نظر ساخت ساز رشد زیادی داشته
در سالهای 94 و95 روستای سرهویه شاهد مراسمات بزرگی به نام (بهشت ژاورد) که به صورت خود جوش از طرف اهالی روستا برگزار شد شاهد سیلی عظیمی از مردم که از اقسا نقاط کردستان وایران بود حضور به عمل اوردن.فاصله سرهویه از سنندج با ماشین تقریبا یک ساعت میباشد که جاده ای زیبا و سرسبز که از روستای اویهنگ و هویه رد خواهد شد.
وهمچنین اولین جشنواره گردو سنندج در روستا سرهویه که با کمک مردم و دهیاری این روستا بود برگزار شد.